# Foz de Arouce e Casal de Ermio
Foz de Arouce e Casal de Ermio (oficialmente: União das Freguesias de Foz de Arouce e Casal de Ermio) é uma freguesia portuguesa do município da Lousã, com 19,84 km² de área e 1263 habitantes (censo de 2021). A sua densidade populacional é 63,7 hab./km².

## História
Foi criada aquando da reorganização administrativa de 2012/2013, resultando da agregação das antigas freguesias de Foz de Arouce e Casal de Ermio.

## Demografia
A população registada nos censos foi:
| Distribuição da População por Grupos Etários | Distribuição da População por Grupos Etários | Distribuição da População por Grupos Etários | Distribuição da População por Grupos Etários | Distribuição da População por Grupos Etários | Distribuição da População por Grupos Etários |
| -------------------------------------------- | -------------------------------------------- | -------------------------------------------- | -------------------------------------------- | -------------------------------------------- | -------------------------------------------- |
| Antes da agregação                           |                                              |                                              |                                              |                                              |                                              |
| Ano                                          | 0-14 anos                                    | 15-24 anos                                   | 25-64 anos                                   | >= 65 anos                                   | Total                                        |
| 2001                                         | 241                                          | 183                                          | 743                                          | 307                                          | 1474                                         |
| 2011                                         | 190                                          | 163                                          | 775                                          | 310                                          | 1438                                         |
| Após a agregação                             |                                              |                                              |                                              |                                              |                                              |
| Ano                                          | 0-14 anos                                    | 15-24 anos                                   | 25-64 anos                                   | >= 65 anos                                   | Total                                        |
| 2021                                         | 146                                          | 137                                          | 661                                          | 319                                          | 1263                                         |